# بی‌پازیان
بی‌پازیان یا آپوسوزوآ (نام علمی: Apusozoa) نام یک شاخه از زیرفرمانرو دوتاژکان است.
شاخه بی‌پازیان چندین سرده از پروتوزوآهای تاژک‌دار را شامل می‌شود. جانداران این شاخه معمولاً در حدود ۵ تا ۲۰ μm اندازه دارند و در خاک‌ها و زیستگاه‌های آبی زندگی کرده و از باکتری‌ها تغذیه می‌کنند.
ویژگی بی‌پازیان وجود یک صدف آلی در زیر سطح پشتی یاخته است.